# Championnats d'Europe de triathlon 2014
Navigation
Édition précédente Édition suivante
Les championnats d'Europe de triathlon 2014 sont la trentième édition des championnats d'Europe de triathlon, une compétition internationale de triathlon sous l'égide de la fédération européenne de ce sport. L'épreuve est constituée de 1 500 mètres de natation, 40 kilomètres de vélo puis 10 kilomètres de course à pied.
Cette édition se tient dans la ville autrichienne de Kitzbühel et elle est remportée par le français David Hauss chez les hommes et par la suissesse Nicola Spirig chez les femmes.

## Palmarès

### Hommes
| Rang               | Triathlète            | Temps           |
| ------------------ | --------------------- | --------------- |
| Médaille d'or      | Alistair Brownlee     | 1 h 54 min 8 s  |
| Médaille d'argent  | Dmitry Polyanskiy     | 1 h 54 min 35 s |
| Médaille de bronze | Vicente Hernandez     | 1 h 54 min 39 s |
| 4                  | Fernando Alarza       | 1 h 54 min 54 s |
| 5                  | Alexander Bryukhankov | 1 h 55 min 7 s  |
| 6                  | David McNamee         | 1 h 55 min 17 s |
| 7                  | Alessandro Fabian     | 1 h 55 min 25 s |
| 8                  | Ivan Tutukin          | 1 h 55 min 36 s |
| 9                  | Justus Nieschlag      | 1 h 55 min 45 s |
| 10                 | Matthew Sharp         | 1 h 55 min 48 s |

### Femmes
| Rang               | Triathlète         | Temps           |
| ------------------ | ------------------ | --------------- |
| Médaille d'or      | Nicola Spirig      | 2 h 10 min 24 s |
| Médaille d'argent  | Sophia Saller      | 2 h 10 min 40 s |
| Médaille de bronze | Annamaria Mazzetti | 2 h 10 min 58 s |
| 4                  | Hanna Philippin    | 2 h 11 min 16 s |
| 5                  | Lois Rosindale     | 2 h 11 min 35 s |
| 6                  | Rachel Klamer      | 2 h 11 min 47 s |
| 7                  | Charlotte Bonin    | 2 h 11 min 53 s |
| 8                  | Elena Danilova     | 2 h 11 min 54 s |
| 9                  | Sara Vilic         | 2 h 11 min 57 s |
| 10                 | Mateja Šimic       | 2 h 12 min 0 s  |

### Relais Mixte
| Rang               | Équipe                                                                             | Temps           |
| ------------------ | ---------------------------------------------------------------------------------- | --------------- |
| Médaille d'or      | Italie                                                                             | 1 h 38 min 20 s |
| Médaille d'or      | - Charlotte Bonin - Alessandro Fabian - Annamaria Mazzetti - Mathias Steinwandtner | 1 h 38 min 20 s |
| Médaille d'argent  | Allemagne                                                                          | 1 h 38 min 30 s |
| Médaille d'argent  | - Sophia Saller - Maximilian Schwetz - Hanna Philippin - Justus Nieschlag          | 1 h 38 min 30 s |
| Médaille de bronze | Royaume-Uni                                                                        | 1 h 38 min 43 s |
| Médaille de bronze | - Holly Lawrence - Marc Austin - Lois Rosindale - Matthew Sharp                    | 1 h 38 min 43 s |